# Morgengold
Die Morgengold GmbH ist ein Backwarenlieferdienst. Im Jahr 2013 war er der größte dieser Art und Marktführer (Stand September 2018) in Deutschland. Es zählt überdies zu Europas führenden Unternehmen im Bereich des Backwaren Homedelivery.
Der 1979 gegründete Lieferdienst belieferte 2017 etwa 100.000 Haushalte in  Deutschland und Österreich täglich mit Backwaren.
Der Firmensitz ist Stuttgart. Morgengold gründete 2002 für die Aus- und Weiterbildung seiner Franchise-Partner die systemeigene Morgengold Akademie. Das Unternehmen hat in Deutschland und Österreich 91 (2018) Franchisepartner. Der Gesamtumsatz belief sich 2017 auf 42,5 Mio. Euro.
Die Franchisepartner versorgen meist einen Bereich von etwa 60.000 Einwohnern mit 300 Kunden. Sie beziehen ihre Backwaren in der Regel von regionalen Bäckereien. Die bestellten Brötchen, Brote und andere Backwaren werden frühmorgens von Kurieren an allen Wochentagen bis vor die Haustür des Kunden gebracht.